# Здание Владикавказского отделения Государственного банка
Здание Владикавказского отделения Государственного банка — памятник архитектуры во Владикавказе, Северная Осетия. Выявленный объект культурного наследия России и культурного наследия Северной Осетии, с 2022 года — объект культурного наследия регионального значения. Находится в историческом центре города на улице Куйбышева, д. 4.
Здание отделения Государственного банка во Владикавказе было построено в 1898 году (по другим сведениям — в 1903 году) по проекту областного архитектора Павла Шмидта. В разное время управляющими банка были Н. К. Санников, Д. Д. Батюшков, Ф. Ф. Корндорф и В. Х. Дедегкаев.
В настоящее время здание вместе с находящимся слева в доме № 6 бывшим Персидским магазином принадлежит Государственному банку Российской Федерации.
В 2003 году на здании была установлена мемориальная доска Царикаеву Осману Давидовичу (автор — скульптор Маирбек Царикаев), который с 1942 по 1959 года был управляющим конторы Госбанка Северной Осетии.

## Галерея

Мемориальная доска Царикаеву Осману Давидовичу